# Alexander Török von Szendrő

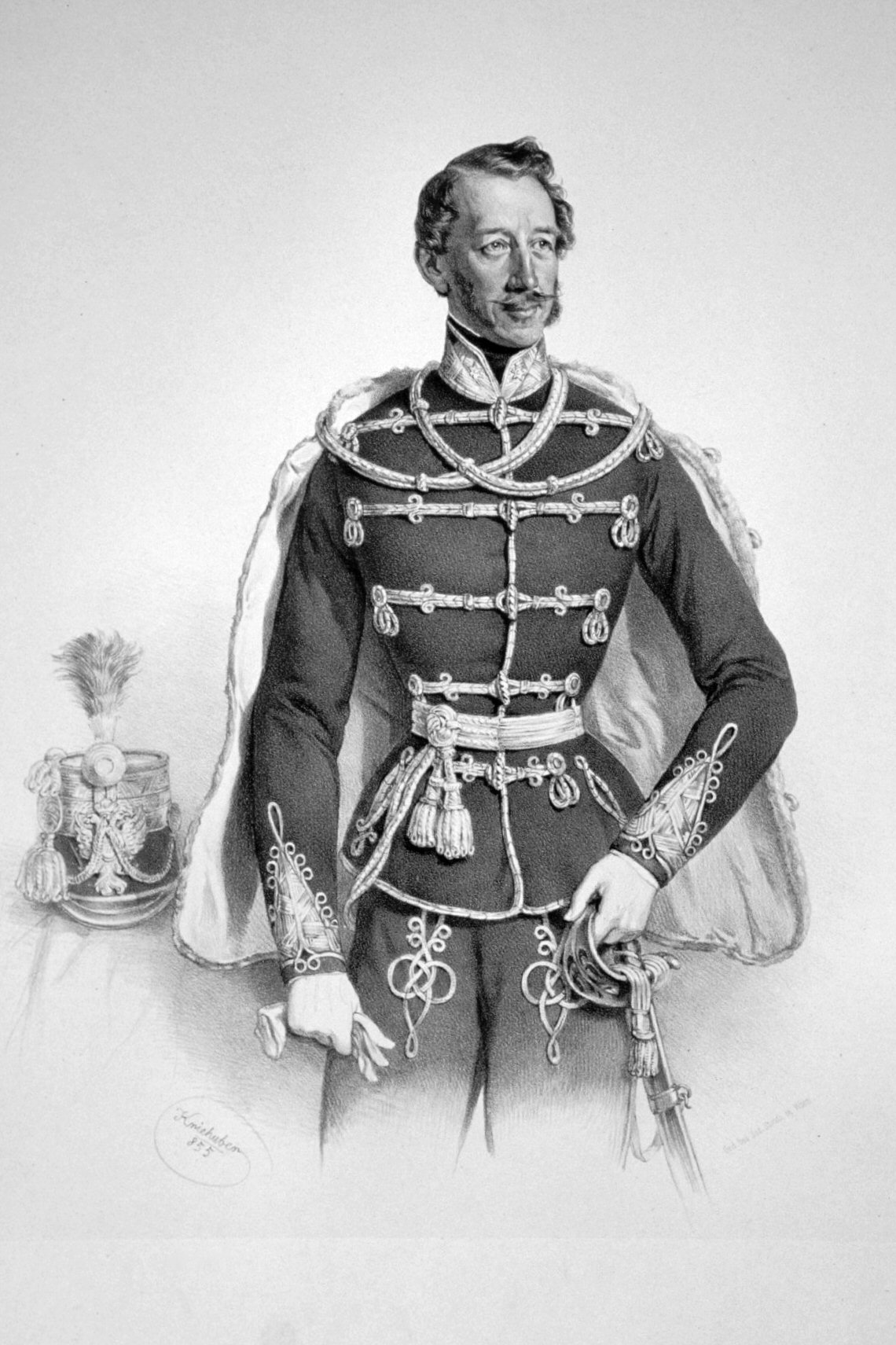
Alexander Graf von Török

Alexander Török Graf von Szendrő (* 14. Februar 1809 in Wien; † 24. Februar 1868 in Nagykázmér) war ein k. k. wirklicher Kämmerer sowie Divisionär und Feldmarschallleutnant.

## Herkunft und Familie
Der spätere Feldmarschallleutnant entstammte einem alten, ungarischen, katholischen Geschlecht, welches am 28. Dezember 1774 von Kaiser Joseph II. in den Reichsgrafenstand erhoben wurde. Sein Vater Joseph († 10. Juli 1830) war unter anderem k. k. Kämmerer und Geheimer Rat und Obergespan des Sathmarer Komitats. Aus der Ehe mit Marta Freiin von Vecsey-Haynatskeö (* 15. Februar 1778) hatte er vier Söhne und eine Tochter. 
Familienchef war Alexanders ältester Bruder Valentin Török von Szendrő (* 18. April 1806), Präsident der Septemviraltafel, dem obersten Gerichtshof des Landes und seit dem 13. Mai 1833 mit der Sternkreuzdame Sophie Freiin Revay und Réva zu Szklabina und Blatnicza verheiratet. Der zweite, Johann Nepomuk Török von Szendrő (* 10. Mai 1810) heiratete 1832 Pauline, geborene Gräfin Sztáray. Alexanders jüngster Bruder war der Feldmarschallleutnant ad honores (1. März 1884) Nikolaus Kasimir Török von Szendrő (* 29. Februar 1812; † 6. Juni 1884) vermählt mit der Schauspielerin Johanna Buska. Alexander blieb ledig.
Der Großneffe gleichen Namens war vom 1. März bis 1. Mai 1919 der letzte Botschafter des ehemaligen Österreich-Ungarn in Deutschland und in erster Linie mit der Liquidierung der Behörde beschäftigt.

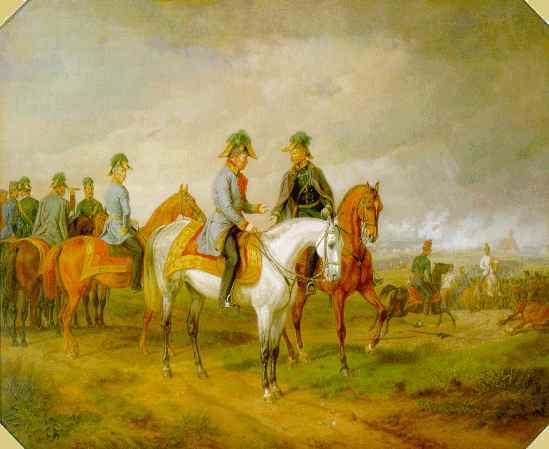
Schlacht bei Novara

## Biographie
Über die frühen Jahre des 1837 zum wirklichen Kämmerer ernannten Offiziers ist nach vorliegendem Material nichts eruierbar. Als Major im Böhmischen Dragonerregiment Eugen Prinz von Savoyen Nr. 5 mit dem Stab in Reps Siebenbürgen, wurde er am 7. Juni 1845 bei gleicher Anstellung zum Oberstleutnant befördert und 1846 zum Husarenregiment Nr. 7 transferiert.
Török wurde später zum Oberst und Kommandanten jenes Regiments befördert. Er wurde vom Grafen Radetzky für sein umsichtiges und tapferes Benehmen als Regimentskommandant im Laufe des Feldzuges in Italien belobigt. Infolgedessen wurde er am 22. Juli 1849 zum Generalmajor und Brigadier zu Piacenza, danach in dieser Funktion im 1. Armeekorps in Königgrätz ernannt.
Am 17. Mai 1854 avancierte er zum Feldmarschallleutnant und Divisionär in Galizien, trat aber bereits am 8. Oktober 1855 in den Ruhestand. 
Der Graf war Kämmerer zu Nagy-Kázmér im Zempliner Komitat sowie Träger des St. Stanislaus-Ordens 1. Klasse und Ritter des Toskanischen St. Josephsorden.

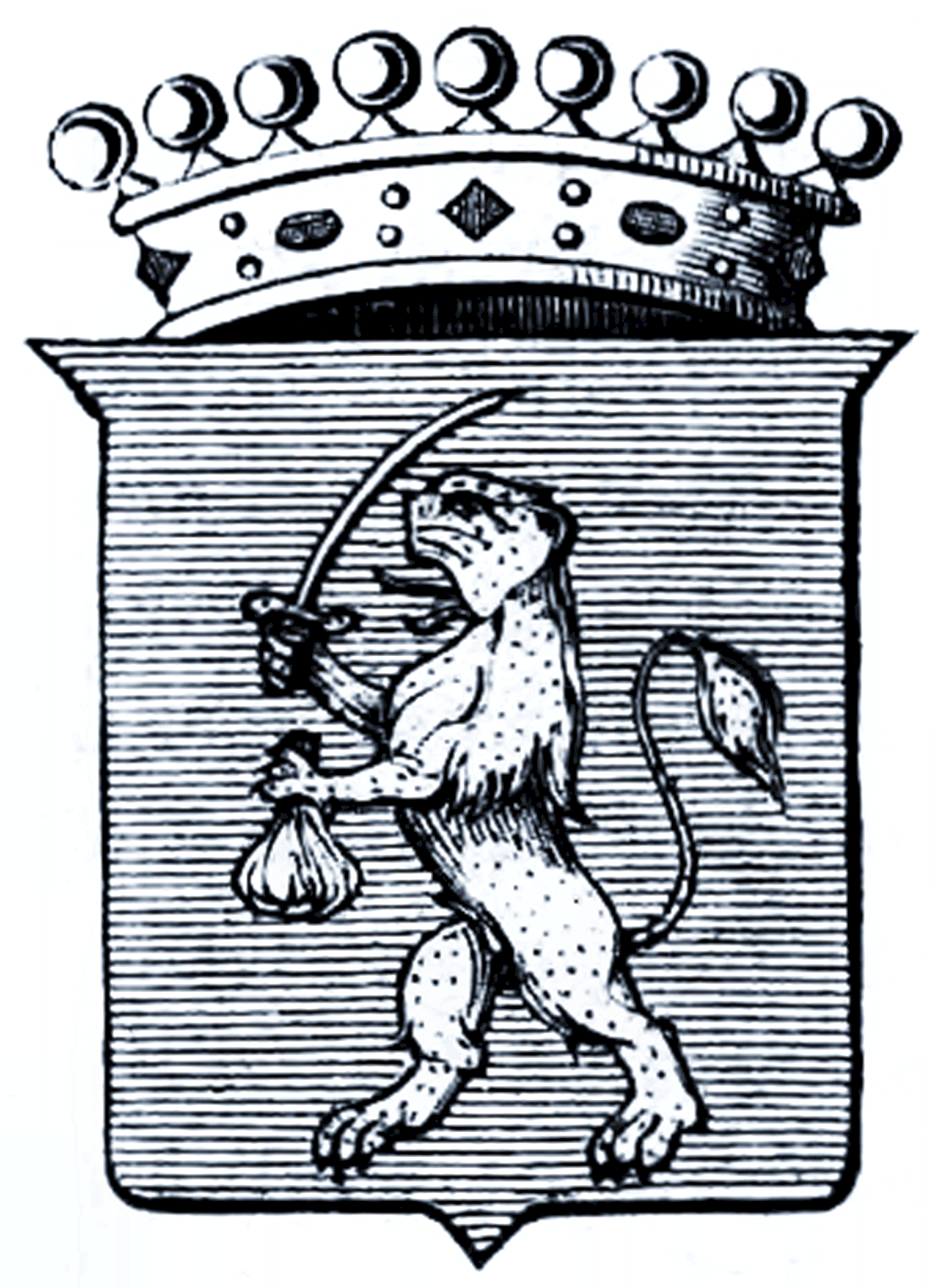
Wappen der Grafen Török von Szendrö 1774

## Wappen
1774: Im blauen Schild ein rechtsgekehrter, goldener Löwe, welcher in der rechten Vorderpranke einen gezückten Säbel mit goldenem Griff, und in der linken einen silbernen Beutel hält. Den Schild bedeckt die Grafenkrone.